# Hardcore Punk
Der Hardcore Punk (häufig als Hardcore abgekürzt) entstand Ende der 1970er-Jahre in den Vereinigten Staaten und unabhängig davon im Vereinigten Königreich als radikalere und schnellere Weiterentwicklung des Punk-Rocks. Die ursprüngliche Hardcore-Ära gilt seit Mitte der 1980er-Jahre als beendet, als Hardcore begann, sich in unterschiedliche Subgenres aufzuspalten. Seitdem gibt es zum einen sogenannte „Old-School“-Gruppen, die sich am ursprünglichen Hardcore-Punk orientierten, zum anderen entwickelten sich zu jener Zeit Bands, die stärker andere Musikstile, so auch Metal, miteinbezogen und deshalb eher dem Post-Hardcore zugeschrieben werden. Diese sich dennoch stark mit Punk-Rock identifizierenden Bands wurden damals als „New-School“-Hardcore bezeichnet.
Erst später wurden die Begriffe auch als Spaltung verstanden, als der „New-School“-Begriff fast nur noch für einen Teil der Bands dieser Entwicklung verwendet wurde, deren Musik und Selbstverständnis stark am Metal orientiert war und deren Stilentwicklung letztlich im Metalcore mündete.
Der Hardcore-Punk hatte großen Einfluss auf später folgende Musikrichtungen wie Grunge, Crossover oder Extreme Metal.

## Herkunft des Begriffs Hardcore
Über die Herkunft des Begriffes „Hardcore“ existieren unterschiedliche Auffassungen. Oftmals wird die Bezeichnung auf die kanadischen D.O.A. zurückgeführt, die mit ihrem zweiten Album Hardcore '81 den Begriff Hardcore erfunden oder zumindest verbreitet haben sollen. Eine andere Ansicht vertritt Charlie Harper, Sänger der britischen Band UK Subs, laut dem Hardcore aufgekommen sein soll, nachdem die Managerin der UK Subs und Anti-Nowhere League während einer gemeinsamen US-Tour beider Bands den Begriff „Hardcore-Punk“ zur Beschreibung ihrer Musikstile benutzt habe. Martin Büsser führt ein Zitat von Vic Bondi (Articles of Faith) aus dem Headspin an, demzufolge der Begriff vom US-Militär stammt:

„Kennst du die Ursprünge des Begriffes ‚Hardcore‘? Sie liegen im Vietnamkrieg. Die amerikanischen Soldaten hatten ein Ritual: Wenn ein Soldat neu nach Vietnam kam, nannte man ihn ‚a cherry‘. Worum es ging, war ihn ‚Hardcore zu machen‘. Jemanden ‚Hardcore zu machen‘ bedeutete, er sollte töten können ohne mit der Wimper zu zucken. Du warst also Hardcore, wenn du morden konntest, ohne zu zögern.“

In Deutschland tauchte der Begriff „Hardcore-Punk“ spätestens 1980 in der Musikzeitschrift Sounds auf.

## Geschichtliche Entwicklung

### Anfänge

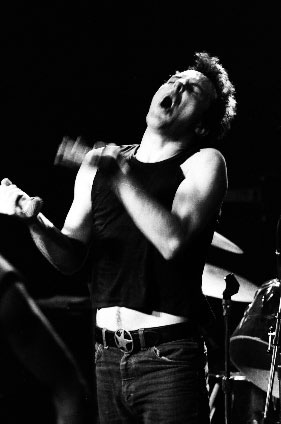
Dead Kennedys

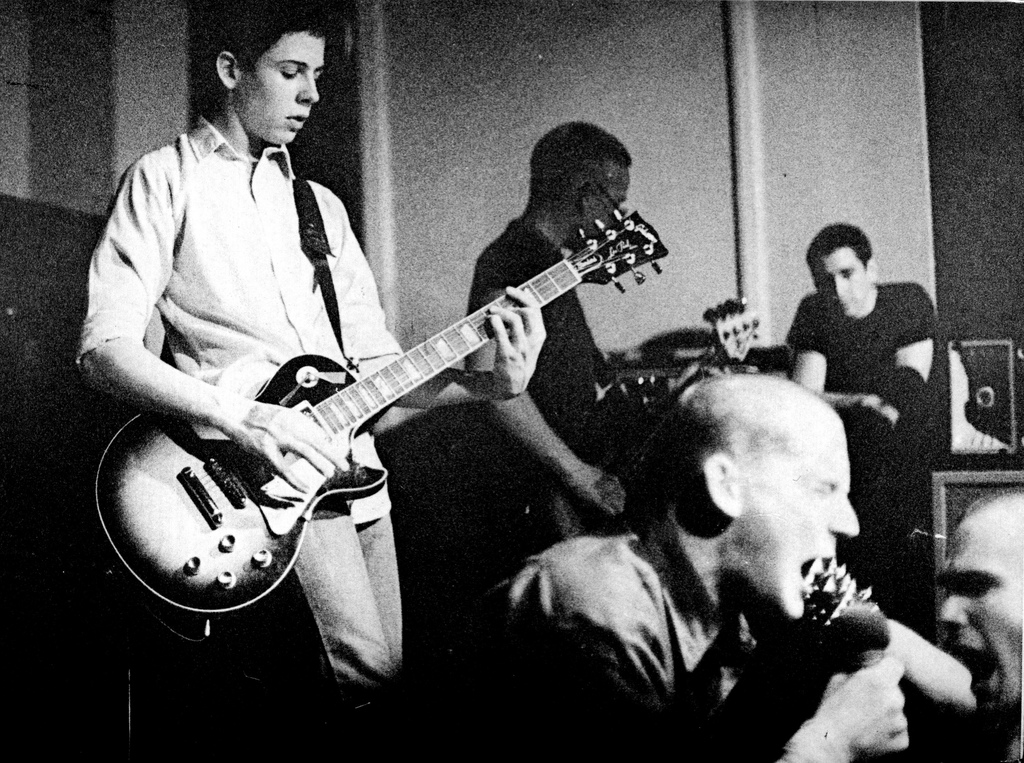
Minor Threat

Hardcore entstand gegen Ende der 1970er-Jahre, als eine neue Generation von Jugendlichen Zugang zur Punk-Musik fand, die nicht wie die Vertreter des 77er-Punk-Rocks mit dem Garage- und Glam-Rock der 1960er- und 1970er-Jahre aufgewachsen waren, sondern mit Punk-Rock, und diese Musikform geschwindigkeitstechnisch und textlich radikalisierten. Das heute vorherrschende klassische Bild eines Punks mit Irokesenschnitt oder „Liberty Spikes“ wurde erst in der Ära des Hardcore-Punks geprägt.
Paul Rachmann erklärt den Unterschied zwischen Punk und Hardcore mit der unterschiedlichen Sozialisation; im Hardcore sei die Musik selbst als Botschaft zu verstehen. Punk sei „zwar musikalisch auch aggressiv […], aber alles in allem wesentlich versierter und konzeptioneller“. Er habe seine Anfänge in Metropolen wie London und New York, sei dann in Metropolen wie Los Angeles und San Francisco aufgegriffen worden; diese hätten Museen, Galerien und ein „intellektuelles Klima“ vorzuweisen, wohingegen Hardcore in Vororten entstanden sei und im Vergleich etwa zu Patti Smith, Television, den Ramones und dem CBGB „unkultiviert“ sei. Als möglicherweise erstes Hardcore-Punk-Album gilt die von Joan Jett produzierte LP GI von The Germs (1979).
In den USA sowie Kanada gelten vor allem fünf Bands, die Dead Kennedys, Bad Brains, Angry Samoans, Black Flag und Minor Threat als Initiatoren des „American Hardcore“. In Großbritannien wurde der „UK Hardcore“ oder „UK82“ hingegen von Bands wie Discharge, GBH und The Exploited geprägt. Obgleich beide Szenen sich gegenseitig beeinflussten (u. a. durch Touren von GBH und Discharge in den USA oder von den Dead Kennedys und Black Flag in Großbritannien), unterschieden sich beide Hardcore-Szenen äußerlich und inhaltlich dennoch recht stark. Neben den USA und Großbritannien breitete sich der Hardcore-Punk Anfang der 1980er-Jahre jedoch auch in andere Länder, wie Japan, Australien und in lateinamerikanische Länder (vor allem Brasilien) aus. Auf dem europäischen Festland entstand ein eigener „Euro-Hardcore“ vor allem in Deutschland und Skandinavien, aber auch in Italien. Als frühe deutsche Vertreter des Hardcore-Punks gelten unter anderem die The Buttocks, OHL, Toxoplasma oder Chaos Z.

### American Hardcore

#### Anfangsphase von 1979 bis etwa 1985/1986

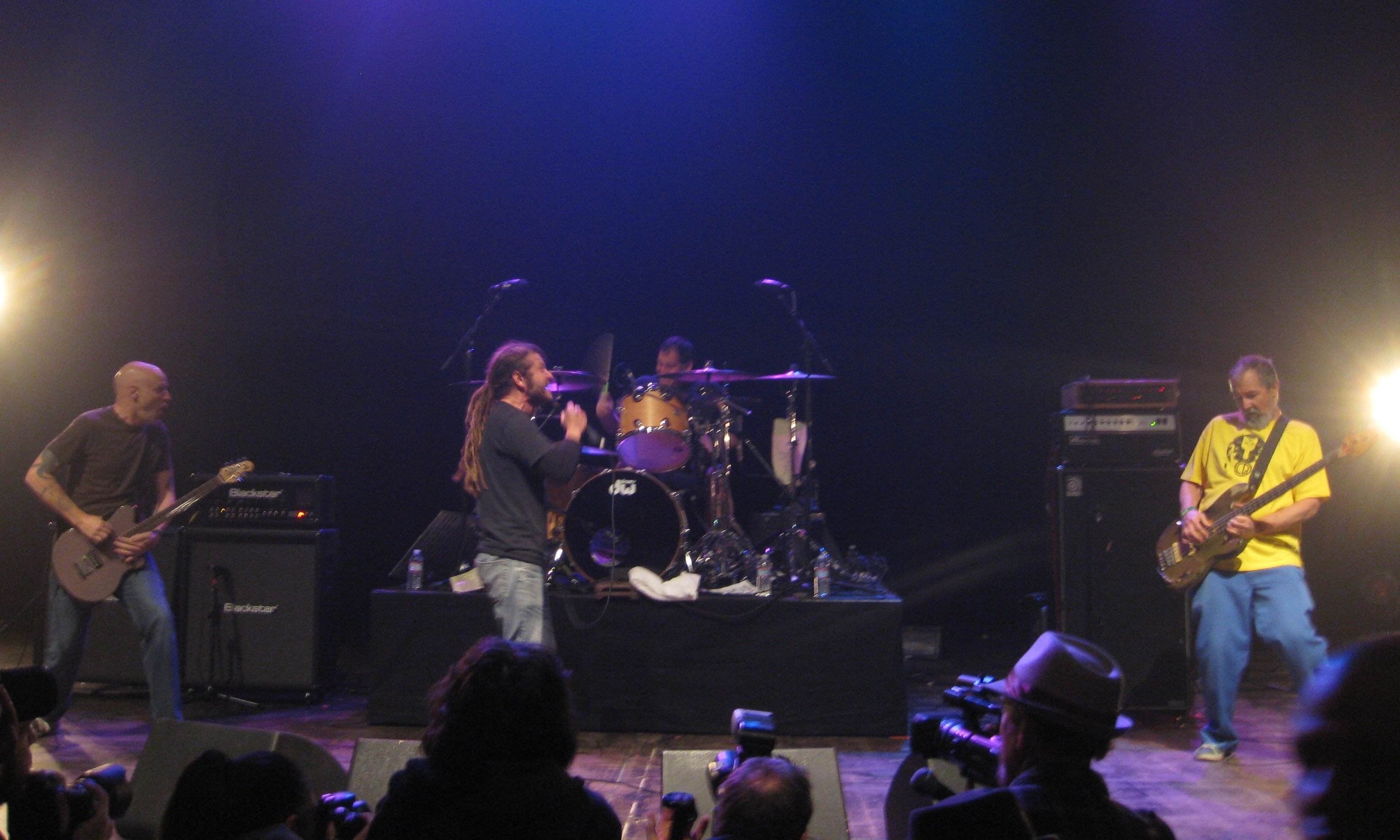
Black Flag

Initiatoren des frühen Westcoast-Hardcores waren vor allem die Bands Dead Kennedys und Black Flag, während der Eastcoast-Hardcore vor allem von den Bad Brains beeinflusst wurde. Durch Fanzines, das Austauschen von Audiokassetten per Post und Konzerte und Tourneen beeinflussten sich beide Szenen gegenseitig stark und ein gemeinsames Zusammengehörigkeitsgefühl der Hardcore-Szene sowie bandübergreifende Netzwerke wurden geprägt. Als Hochburgen des Hardcores mit eigenen einflussreichen Szenen galten früh Los Angeles, San Francisco (Cali-Punk, oder „Nardcore“), Boston (Boston Hardcore) und der Washington D.C.-Hardcore, später gewann auch der New York Hardcore (NYHC) an Bedeutung. Daneben entwickelten sich jedoch auch einflussreiche Hardcore-Szenen in Texas, Portland sowie im Nordwesten um Seattle. Eine eigene kanadische Szene wurde maßgeblich durch die Vorarbeit der Gruppe D.O.A. geprägt.
Wichtige Labels, die zu jener Zeit gegründet wurden, waren unter anderem in Kalifornien SST Records um Black Flag, BYO Records um Youth Brigade sowie Dischord in Washington D.C. um Minor Threat, welche mit ihrem gleichnamigen Song die Straight Edge Kultur begründeten.
Kommunikation in der Szene fand vor allem durch Fanzines statt. Vor allem die Magazine Flipside und Maximum Rock'n'Roll wurden Hauptmedien der Bewegung.

#### Weiterentwicklung ab etwa 1985/86

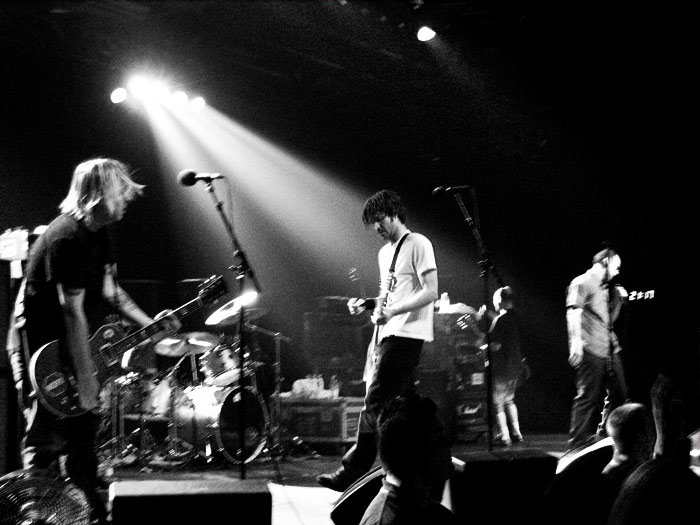
Bad Religion

Zwischen 1984 und 1986 lösten sich viele der einflussreichsten Bands der frühen Hardcore-Szene auf oder veränderten ihren Stil maßgeblich. Zur gleichen Zeit kam eine neue Generation von Bands auf, die neue Einflüsse – vor allem aus dem Metal-Bereich – in die Musik einbrachten. Neue Bezeichnungen für Genres wie Powerviolence, Mosh und Crossover-Thrash kamen auf. Durch das politische Klima nach der Wiederwahl von Ronald Reagan begannen sich außerdem viele der Themen der Hardcore-Bands zu verändern. Durch das Aufkommen der Youth-Crew-Bewegung begann die neue Hardcore-Szene sich zunehmend vom Image des Punks zu entfernen. Ein neues Aussehen, der „Clean Look“, setzte sich durch und hob sich vom Aussehen der klassischen Hardcore-Punks ab. Neben den neuen Metal-beeinflussten Hardcore-Spielarten, „New School“ genannt, traten zudem neue aus dem Hardcore entstandene Szenen wie die Grunge-Bewegung und der Post-Hardcore hervor. Einige Gruppen wie die Beastie Boys oder später Biohazard begannen mit Hip-Hop-Einflüssen zu experimentieren, woraus sich der Crossover-Core entwickelte. Aus der Kritik an wachsendem Machismo innerhalb der Hardcore-Bewegung entwickelte sich vor allem in Washington, D.C. der Emotional Hardcore, kurz Emo.
Anfang der 1990er-Jahre traten, neben einer neuen Straight-Edge-Bewegung vor allem Metal-beeinflusste NYHC-Bands auf den Plan. Insbesondere in New York waren Elemente des Hip-Hop nicht mehr nur musikalischen Experimenten vorbehalten. Zur gleichen Zeit kam es aber auch zu einem Revival des Old-School-Hardcore. Daneben wurde der Westcoast-Hardcore durch den Mainstream-Erfolg von Melodycore-Gruppen wie Bad Religion und NOFX zunehmend kommerzialisiert. Die späten 1990er-Jahre sahen sowohl das Entstehen einer eigenen neuen Metalcore-Szene wie ein Revival der Youth-Crew-Bewegung.

#### Weitere Bands

##### 1979–1985/86
- 7 Seconds
- Adolescents
- Agnostic Front
- Angry Samoans
- Antidote
- Artificial Peace
- Battalion of Saints
- Bad Brains
- Black Flag
- Cause for Alarm
- Circle Jerks
- Crucifix
- Dead Kennedys
- Descendents
- Dirty Rotten Imbeciles
- Flipper
- Gang Green
- Heart Attack
- Jerry’s Kids
- JFA
- Hüsker Dü
- MDC
- Minor Threat
- Nausea
- Negative Approach
- Poison Idea
- Reagan Youth
- Rich Kids on LSD
- Scream
- SS Decontrol
- Suicidal Tendencies
- The Mob
- TSOL
- United Mutation
- Urban Waste
- Youth Brigade

##### 1985/86–1999
- Biohazard
- Blood for Blood
- The Casualties
- Converge
- Cro-Mags
- Death by Stereo
- Earth Crisis
- Go!
- Gorilla Biscuits
- Hatebreed
- H₂O
- Ignite
- Judge
- Madball
- Merauder
- Shai Hulud
- Sheer Terror
- Sick of It All
- SFA
- Slapshot
- Shelter
- Snapcase
- Vision of Disorder
- Youth of Today

##### 2000 bis heute
- Bane
- Behind Enemy Lines
- Black Breath
- Casey Jones
- Caustic Christ
- Code Orange
- Comeback Kid
- Champion
- Death Before Dishonor
- Death by Stereo
- First Blood
- The Ghost Inside
- Have Heart
- Off!
- Rise Against
- Rotting Out
- Strike Anywhere
- Stick to Your Guns
- Terror
- Tragedy
- Turnstile
- Walls of Jericho
- The Warriors

### UK-Hardcore

#### Klassische Phase 1979 bis etwa 1985

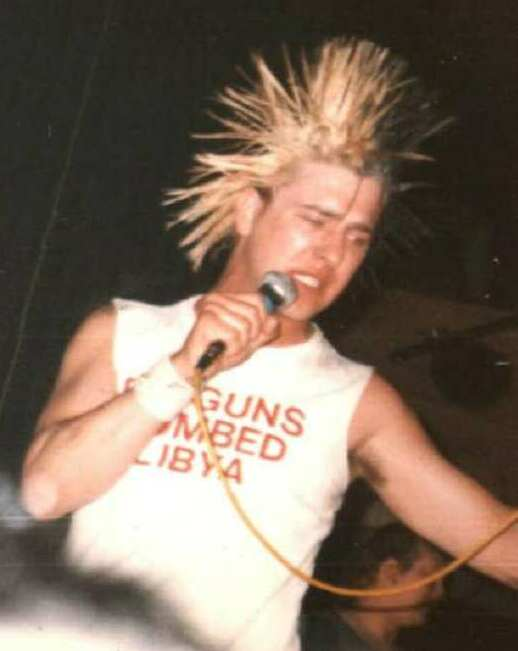
Conflict live in Leeds, 1986

Der UK-Hardcore entstand Anfang der 1980er-Jahre direkt aus dem Umfeld härterer Streetpunk-Gruppen. Besonders wichtig ist der Einfluss der Gruppe Discharge, deren „D-Beat“ weltweit großen Einfluss auf viele Hardcore- und Metal-Bands ausübte. Einige „UK82“-Gruppen wie Conflict sind jedoch gleichzeitig der Anarcho-Punk-Bewegung zuzurechnen, deren Einfluss weniger im musikalischen als vielmehr im politischen Bereich lag. Als der Höhepunkt des UK-Hardcores wird das Jahr 1982 angesehen, nachdem das Genre auch „UK82“ genannt wird. Ab 1985 trat eine Verschlechterung der Konzertbedingungen ein, und viele Bands lösten sich auf oder nahmen Metal-Elemente in ihre Musik auf, wodurch sich alte Fans enttäuscht von ihnen abwandten.

#### Weiterentwicklung ab etwa 1985
Nach dem Metal-Crossover der 1980er-Jahre und dem Zerfall der „UK82“-Szene entstand in Großbritannien um diese Zeit vor allem die einflussreiche Crust-Bewegung, die Elemente der Anarcho-Szene, des Hardcores und des Metals zu einer neuen eigenständigen Subkultur verband. Neben dem entstand die anfangs ähnliche, aber enger mit dem Deathmetal verwandte Stilrichtung des Grindcore. Beide Szenen entwickelten sich zu eigenständigen Subkulturen, die sich auch international auf andere Länder wie Deutschland, Japan aber auch die USA auswirkten, während gleichzeitig der American Hardcore, vor allem der vom Death Metal beeinflusste New-School-Stil sowie der kommerzielle kalifornische Melodycore sich Anfang der 1990er-Jahre zunehmend auf eine neue britische Hardcore-Szene auswirkten. Ende der 1990er-Jahre hatten sich in Großbritannien neben kleineren Revivals des „UK82“-Stils Post-Hardcore und Metalcore gegenüber dem klassischen Hardcore-Punk durchgesetzt.

#### Weitere Bands

##### 1979–1985/86
| - Amebix - Anti-Pasti - Antisect - The Apostles - Chaos UK | - Crass - Discharge - Disorder - English Dogs - GBH | - Oi Polloi - Subhumans - The Exploited - The Varukers |

##### 1985/86–1999
| - Concrete Sox - Deviated Instinct - Doom - Extreme Noise Terror - Hellbastard | - Heresy - Ripcord - Sacrilege - Sore Throat |

##### 2000 bis heute
- Brutality Will Prevail
- Gallows
- Heart in Hand
- Landscapes
- Million Dead
- Your Demise

### Euro-Hardcore

#### Hardcore in Deutschland

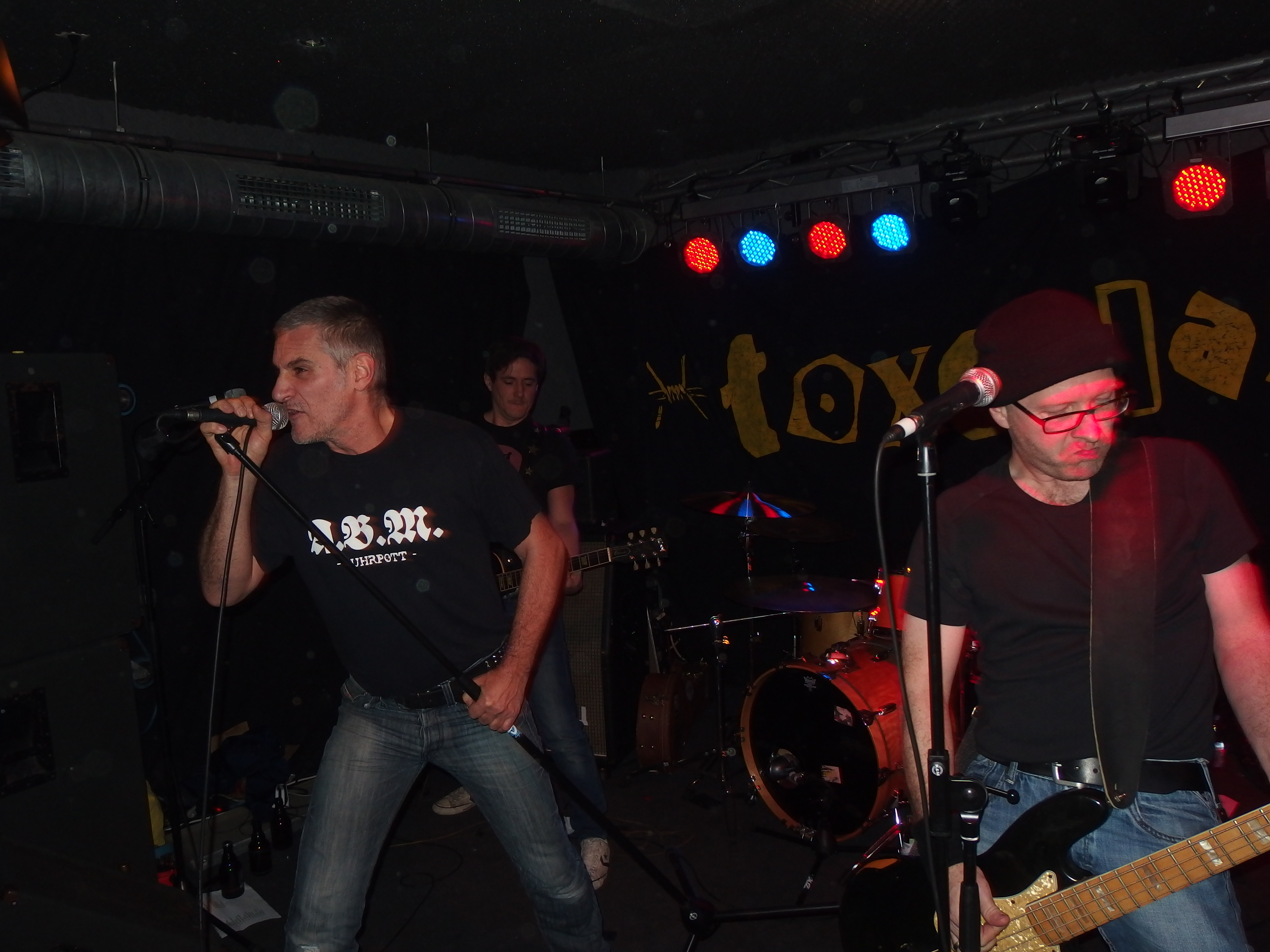
Toxoplasma live im JUZ Illingen 2014

Anfangs war Hardcore in Deutschland die Bezeichnung für härteren Punk. Gruppen wie The Buttocks, Toxoplasma, teilweise auch Slime ließen sich von frühen britischen und amerikanischen Hardcore-Bands wie Discharge, Dead Kennedys und Black Flag zu einem schnelleren, härteren Stil beeinflussen. Später folgten ihnen Gruppen wie Vorkriegsjugend oder die Spermbirds. Die erste, auch außerhalb der deutschen Szene, bekannt gewordene Band war Inferno. Sie hatten als erste auch Stücke, die auf ausländischen Samplern erschienen. Ab Mitte der 1980er-Jahre trennte sich ein Teil der deutschen Hardcore-Szene explizit von der Punk-Subkultur ab und etablierte deutschen Hardcore als vom klassischen Punk-Rock unabhängige Gegenkultur, teilweise unter Berufung auf die amerikanische New-School-Szene und den Straight-Edge-Gedanken. Als Sprachrohre der deutschsprachigen Hardcore-Szene konnten sich lange Zeit die Fanzines ZAP und Trust etablieren.
Teilweise wurde der Begriff Hardcore auch für Punkbands ohne die bei den ursprünglichen Bands üblichen Rock-’n’-Roll-Elemente genutzt, die heutzutage nicht mehr unter diese Bezeichnung fallen würden oder heutzutage meist als Deutschpunk bezeichnet werden. So heißt es auf der Rückseite der Wiederveröffentlichung des „H’Artcore“-Samplers:

„Der etwas seltsame Titel ergibt sich aus dem Namen des damaligen Labels H’Art und dem 1981 noch neuen Begriff Hardcore, welcher in jener Zeit für härteren, schnelleren Punk wie hier auf dem Sampler stand (den Ausdruck Deutschpunk gab es noch nicht). Tja, so war das damals…“

Bis in die 1990er-Jahre hinein existierten so zwei unterschiedliche Hardcore-Punk-Szenen nebeneinanderher, eine deutschsprachige, die unter anderem Bands wie Recharge oder Rawside hervorbrachte, sowie eine an amerikanischen Vorbildern orientierte, zu der unter anderem Bands wie Ryker’s oder Bonehouse zählten.
2008 ließ sich der rechtsextreme Versandhändler und Schlagzeuger Timo Schubert die Wortmarke „Hardcore“ in Deutschland sichern. Am 28. Dezember 2009 wurde die Wortmarke auf Grund eines Antrags der Aktion Kein Bock auf Nazis gelöscht.

#### Weitere deutsche Bands

##### 1978–1985
- Blut + Eisen
- Boskops
- Canal Terror
- Dunkle Tage
- Hostages of Ayatollah
- Innocent
- Maniacs
- Spermbirds
- Tarnfarbe
- The Idiots
- Tin Can Army
- Toxoplasma
- Upright Citizens
- Vorkriegsjugend

##### 1986–1999
- A.C.K.
- Amen 81
- Baffdecks
- Bubonix
- Collaps
- Crowd of Isolated
- Crushing Caspars
- Hammerhead
- Hookline
- Jingo de Lunch
- Katzenstreik
- Miozän
- Recharge
- Ryker’s
- Totenmond
- U.F.D.

##### 2000 bis heute
- Audio Kollaps
- andorra~atkins
- Days in Grief
- Hateclub
- Black Friday ’29
- COR
- Escapado
- Guerilla
- Marathonmann
- Smoke Blow
- SS-Kaliert
- Svffer
- The Suicide Kings
- Tackleberry
- Yage

## Inhalte und Werte

### Do it yourself

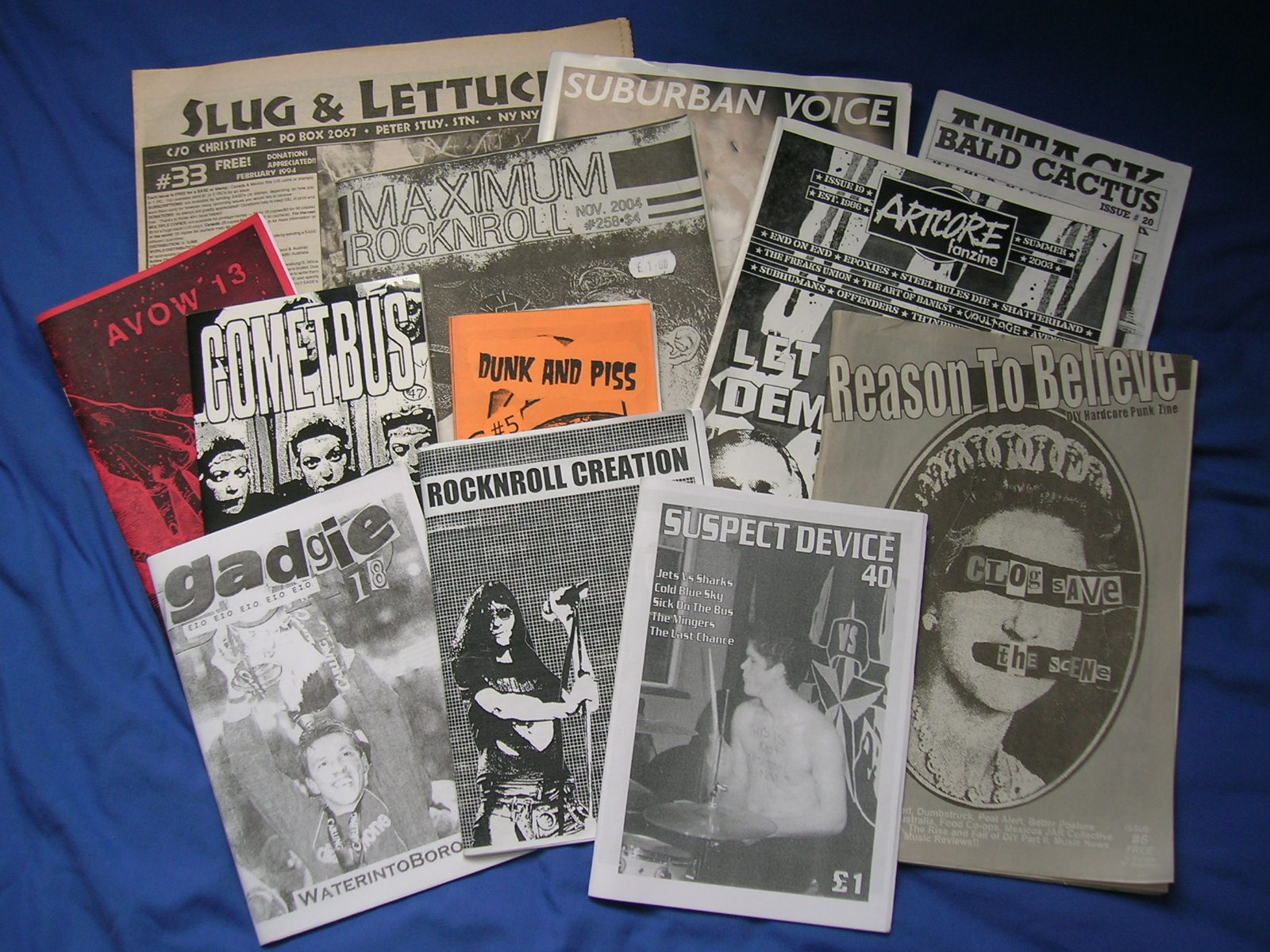
Zines

Einer der zentralen inhaltlichen Punkte des Hardcore-Punk ist das Do-it-yourself-Prinzip, das die No-Future-Haltung des ursprünglichen Punk verdrängte. Do it yourself unterstreicht die angestrebte Unabhängigkeit von der Musikindustrie, der Gesellschaft und anderen äußeren Einflüssen und somit den Glauben an sich selbst und seine eigene Stärke, Dinge zu erreichen. Diese Haltung findet sich auch in der durchaus nahen Indie-Szene wieder. Der Do-it-yourself-Gedanke zeigt sich besonders darin, dass Bands ihre Musik selbst aufnehmen und produzieren und keine Außenstehenden dafür engagieren, ihre Tonträger selbst über eigens dafür eingerichtete Labels vertreiben oder dass Konzerte selbst organisiert werden, keine Booker dafür beauftragt werden und die Bands ihre Stände bei Konzerten selbst betreiben.
So waren Hardcore-Aktivisten von Anfang an auch in autonomen Zentren involviert, deren Gründung seit den 1960er-Jahren auf den DIY-Gedanken zurückgeht. In den USA wurden unter anderem das ABC No Rio in New York und „The Garage“ in Minneapolis zu Zentren der Bewegung, das „924 Gilman Street project“ in Berkeley, Kalifornien geht sogar direkt auf eine Initiative des Punk-Fanzines Maximum Rock’n´Roll zurück. Der 1982 von Modern Method Records veröffentlichte Sampler This Is Boston, Not L.A. wurde dafür kritisiert, durch „nicht zur Szene gehörende Geschäftsmänner“ herausgebracht worden zu sein, etwa von der Band SS Decontrol in The Kids Will Have Their Say. Die Subkultur befürchtete eine Veränderung der Szene, für die die Kontrolle von innen und nicht von außen wesentlicher Bestandteil von DIY war.

### Straight Edge

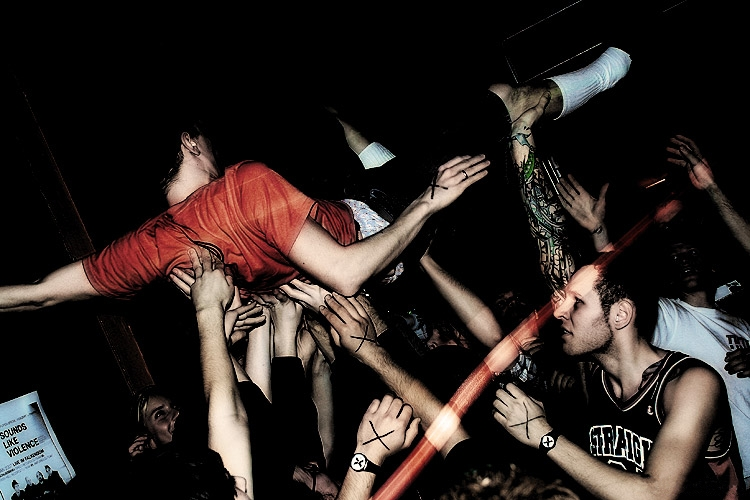
Konzertbesucher mit „X“en auf dem Handrücken

Der Begriff Straight Edge wurde durch die US-amerikanische Band Minor Threat und ihren Frontmann Ian MacKaye geprägt. Zentral für den Straight-Edge-Gedanken sind der Verzicht auf Alkohol, Tabak und alle weiteren Drogen. Auch der Verzicht auf häufig wechselnde Sexualpartner gehört zu den drei zentralen Punkten der Bewegung, die von der Band Minor Threat in ihrem Lied „Out of Step“ formuliert wurden: „(I) don’t drink, (I) don’t smoke, (I) don’t fuck“. Einige Straight Edger ernähren sich zudem vegetarisch oder vegan. Ein beliebtes Merkmal, sich als Straight-Edge-Anhänger zu erkennen zu geben, ist ein schwarzes „X“ auf dem Handrücken. In den 1980er-Jahren wurde das schwarze „X“ in einigen Clubs in den USA verwendet, um minderjährige Besucher zu markieren, so dass an diese kein Alkohol ausgeschenkt wurde. Der Straight-Edge-Gedanke ist außerdem in der Metalcore-Szene weit verbreitet.

### Politik

Logo von „Good Night White Pride“

Ein wichtiger Faktor in der Hardcore-Punk-Musik ist Politik. Der politische Aspekt der Musik reicht hierbei von nihilistischer Antihaltung (bei frühen amerikanischen Gruppen wie TSOL oder britischen Bands wie the Exploited) bis hin zu konstruktiver Gesellschaftskritik bei Bands wie den Dead Kennedys, Bad Religion oder Conflict. Die dabei vertretenen Ideologien variieren weit von liberalen und ökologischen Ansätzen (Dead Kennedys, Bad Religion) bis hin zu Anarchismus (Crass, MDC) und Kommunismus (Born Against, Boysetsfire). Allerdings werden auch in der Hardcore-Szene weit verbreitete Lebensarten wie Straight Edge oder Veganismus als politische Werte aufgefasst.
Nachdem sich mit der Steigerung der musikalischen Härte und der kämpferischen Haltung und unter dem Einfluss der Skinhead-Bewegung auch Chauvinismus, Sozialdarwinismus und Akzeptanz für gewalttätiges Verhalten in der Szene zunahm, bildete sich gegen Ende der 1980er- und Anfang der 1990er-Jahre vor allem in der Gegend um Olympia die Bewegung der Riot Grrrls, die sich aus einem Hardcore-Punk und Post-Hardcore-Hintergrund mit Third Wave Feminism beschäftigten und die Rolle der Frau in der Punk-Rock-Szene, als Organisatorin von Labels und Konzerten, Künstlerin und Fanzinerin stärker herausstellten. Da sich einige Musikerinnen von Bands wie Team Dresch oder Tribe 8 zur lesbischen Liebe bekannten, gab es teilweise Überschneidungen zur Queercore-Szene, die aus homosexuellen Hardcore-Punks besteht und sich provokativ wie subversiv für die Rechte von Homosexuellen in der Gesellschaft und ihre Akzeptanz in der Punkszene einsetzt.
Durch Straight Edge und die Aufspaltung des Hardcore brach dieser zunehmend mit dem Punk. Dies begünstigte die Radikalisierung des Skinheads in der Szene, „die sich nun unverhohlen als Patrioten gerierten“ und eine Schnittmenge zur Rechtsrock-Szene bildeten, für die laut dem Autorenkollektiv Ingo Taler „speziell durch die Akzentuierung von Hass“ im Hatecore Anknüpfungspunkte bestanden. Auch Straight Edge bot ein Anknüpfungsfeld für NSHC und Autonome Nationalisten. Gerade im New York Hardcore waren ab Mitte der 1980er-Jahre rechte Tendenzen spürbar. Gerade die Bands Agnostic Front, Cro-Mags und Warzone – teilweise auch Slapshot aus Boston – bildeten den Anfang dieser Entwicklung. Maßgeblich für diese waren die bei einem Teil der New-York-Bands stark ausgeprägten unpolitischen – am britischen Oi! orientierten – Gedanken. Und wie im Vereinigten Königreich mit dem entstehenden Rock Against Communism wiederholte sich diese Entwicklung in New York. Aus den sogenannten unpolitischen Ansichten entwickelten sich nach und nach auch nationalistische, antikommunistische und homophobe Gedanken. Amerikanische Fahnen auf der Bühne und Texte gegen Schwule prägten das Bild der Band Agnostic Front. Die sich als Skinhead-Band verstehende Gruppe Warzone war ebenfalls von antikommunistischem Gedankengut geprägt; die Mitglieder betonten regelmäßig ihre Vaterlandsliebe und transportierten auch in einigen Liedtexten stark patriotische Inhalte. In einem bezeichnenden Song Fighting for Our Country sang die Gruppe: „Fuck the communists and the people who always put us down / Because of them, fighting for our country, it mean so much to me“. Die Band Youth Defense League aus New York betitelte sich selbst in einem Radiointerview des Senders WNYU als White-Pride-Band, was aber angesichts der Tatsache, dass ein Bandmitglied (Rishi) aus dem Nahen Osten stammte, nicht für die ganze Band zutreffen konnte. YDL war eine „Multi-Racial-Band“ genauso wie Warzone und bediente sich der polarisierenden Schockwirkung einer rechtsextremen Attitüde. Diese pro-amerikanischen, anti-kommunistischen Bands hatten nichts gemein mit den heutigen rassistischen Hatecore-Bands. Dennoch bezeichnet Taler YDL als „White-Power-Band“, die „ein Bestandteil der New Yorker HC-Punk-Szene“ gewesen sei.
In der Hardcore- und Punk-Bewegung stieß diese Entwicklung auf starke Ablehnung. Es entstanden in der Folgezeit sich stark als links definierende Gruppen, etwa Born Against. Weiterhin entwickelte sich auf der einen Seite als härtere Form der linksradikale Hatecore von SFA in New York, auf der anderen Seite entstand mit den – oftmals auch stark links orientierten – Emotional-Hardcore-Bands – in New York Policy of 3 oder Native Nod – weitere Gruppen und viele andere diesem Trend entgegenwirkende Kampagnen.
In den frühen 1990er-Jahren tauchten White-Power-Hardcore-Bands wie Extreme Hatred und Aggravated Assault in der Szene auf, die an die Maskulinität, musikalische Härte und Dynamik des Hardcore anknüpften. In Europa entstand im Zuge der Tournee der Band Blue Eyed Devils ein „White-Power-HC-Boom“; Hatecore wurde als Modewort ein „Synonym für rassistischen Hass und rassistische Gewalt“. Ende der 1990er-Jahre kam es zu einer vermehrten Auseinandersetzung mit der Problematik, die das Interesse der rechtsextremen Szene am Hardcore und ihre „Adaption des Musikstils und des Lifestyles“ verstärkte. Als Antwort der radikalen Linken auf rechtsextremen Hatecore wurde die „Good Night White Pride“-Aktion ins Leben gerufen, der die deutschen Bands Full Speed Ahead und Loikaemie je ein Lied widmeten.
Nach dem Verbot von Blood & Honour setzte die Szene auf „codierte Botschaften und Lifestyle, wodurch sich die extreme Rechte einen modernen Anstrich verlieh und als ‚kultureller Türöffner‘ für die ‚Autonome [sic!] Nationalisten‘ fungierte“. Entsprechend wird NSHC von Ingo Taler als „Ideologieträger ohne eindeutige politische Botschaft“ bezeichnet. Statt der Abgrenzung mit Begriffen wie WP-HC, Hatecore und NS-HC sucht die rechtsextreme Szene inzwischen den Anschluss und verwendet die Bezeichnung Hardcore.

### Hardcore und Dresscodes
Im frühen Hardcore-Punk war eine radikalere Form des Punkstils verbreitet. Während viele „UK82“-Anhänger diesen Stil mit extremen Irokesenfrisuren oder „Liberty Spikes“ und nietenbesetzten Lederjacken ins Extrem zogen, verbreitete sich im American Hardcore recht schnell ein weniger extremer „Street Look“, bei dem lediglich kurze Haare (oft als kurze „Spikes“ oder als militärischer „Crew Cut“, in den 1980er-Jahren auch als kurzer Iro – oft im Taxi-Driver-Stil) und Bandabzeichen (Bandshirts, Patches) üblich waren. Auch Elemente der Kultur der Straßengangs wie farbige Bandanas, Baretts und Graffiti wurden von der Szene übernommen. Bands wie Suicidal Tendencies, Agnostic Front und teilweise Sheer Terror, Cro-Mags und Poison Idea sowie deren Fans entsprachen äußerlich zeitweise eher typischen Streetgang-Mitgliedern als klassischen Punks.
Vor allem in der „New-School-“ und Metalcore-Szene fand dieser Stil viele Gefolgsleute. Zugleich griffen viele amerikanische Hardcore-Anhänger aber auch eine Form des Skinhead-Stils auf, der sich vor allem für den NYHC als einflussreich herausstellte. Gegen Ende der klassischen Hardcore-Phase ließen sich viele Mitglieder der ursprünglichen Szene jedoch die Haare demonstrativ lang wachsen (oft auch in Form von Dreadlocks), um sich abzugrenzen – ein Look, der sich später vor allem in der Grunge-Szene durchsetzen sollte. Im New-School-Hardcore – vor allem von der Youth-Crew-Bewegung – wird Uniformität im Stile der „UK82“-Punks („Nietenkaiser“) zumeist abgelehnt. Allerdings wird vielen Bands vorgeworfen, durch hardcoretypische Codes wiederum eine eigene Form von Uniformität eingeführt zu haben. Die Angehörigen der Youth-Crew-Szene bevorzugen zumeist Sportbekleidung, die militanteren Szeneangehörigen auch oft Militärbekleidung. Bevorzugte Frisurtypen sind oft blondierte Kurzhaarschnitte oder militärische Crewcuts, ein Erscheinungsbild, das als „Clean Look“ oder „Clean Cut“ bezeichnet wird. Gegen eine Uniformierung und klischeemäßige Stereotypisierung der Hardcore-Szene richtet sich der Slogan „No Dresscodes“.

### Crews und Gangs
Hardcore-Punks treffen und organisieren sich häufig in kleinen besonders eng zusammenhaltenden Freundeskreisen, die auch als „Crew“ bezeichnet werden. Bekanntheit erlangten unter anderem die Washingtoner „Georgetown-Punks“ um Minor Threat und die New Yorker „Lower Eastside Crew“, in der Mitglieder von Agnostic Front, Warzone und den Cro-Mags involviert waren. In der zweiten Welle der Hardcore-Bewegung schlossen sich viele Jugendliche zu sogenannten „Youth Crews“ zusammen, basierend auf dem Straight-Edge-Lebensstil. In Kalifornien entstanden aus einigen Hardcore-Crews Straßengangs wie die „L.A.D.S.“ (LA Death Squad). Auch andere Crews wie die in Boston aus dem Umfeld der Band Wrecking Crew entstandene „Friends Stand United“ (FSU), die ursprünglich gegründet wurde, um die Bostoner Hardcore-Szene von Neonazi-Einflüssen zu säubern, oder die „Courage Crew“ aus Ohio, eine radikale Straight-Edge-Gruppierung, werden aufgrund ihres teilweise gewalttätigen Rufs häufig kritisch gesehen – obgleich sie sich selbst nicht als Gangs ansehen oder bezeichnen. Aus anderen Hardcore-Crews, zum Beispiel aus der von der kalifornischen Band Youth Brigade gegründeten „Better Youth Organisation“ (deren New Yorker Chapter zeitweise unter anderem vom Agnostic-Front-Gitarristen Vinnie Stigma geleitet wurde), entstanden jedoch auch Independent-Labels und Booking-Netzwerke.

## Die Musik

### Hardcore-Subgenres
- Buenos Aires Hardcore
- D-Beat
- D.C. Hardcore
- Hatecore
- Melodic Hardcore
- New York Hardcore
- Powerviolence
- Skatepunk
- Streetcore
- Thrashcore

### Eigenständige, aber vom Hardcore beeinflusste Stile
- Thrash Metal
- Crust
- Digital Hardcore
- Grindcore
  - Cybergrind
  - Deathgrind
  - Goregrind
  - Porngrind
- Metalcore
  - Beatdown
  - Crossover
  - Deathcore
  - Mathcore
  - melodischer Metalcore
- Post-Hardcore
  - Electrocore
  - Emo
    - Screamo

  - Grunge
    - Post-Grunge

  - Jazzcore
  - Math-Rock
- Skacore
- Queercore oder auch Homocore
- Sludge

### Hardcore-Labels
| - Alternative Tentacles (USA) - Alveran Records (GER) - Bridge Nine Records (USA) - Burning Heart Records (SWE) | - BYO Records (USA) - Dischord Records (USA) - Epitaph Records (USA) - Ferret Music (USA) | - Let It Burn Records (GER) - Revelation Records (USA) - SST Records (USA) - Taang! Records (USA) | - Twisted Chords (GER) - Vegan Records (ARG) - Victory Records (USA) - We Bite Records (GER) |

## Medien zum Thema

### Filme
- 1991: The Year Punk Broke (USA 1992)
- American Hardcore (USA 2006)
- Another State of Mind (USA 1984)
- Boston Beatdown vol. II (USA 2004)
- N.Y.H.C. (New York Hardcore; USA 2008)
- Repo Man (USA 1984)
- Suburbia (USA 1983)
- The Decline of Western Civilization (USA 1981)
- The Edge of Quarrel (USA 2000)
- The New York Hardcore Chronicles (USA 2017)
- The Slog Movie (USA 1981)
- xxx All Ages xxx (USA 2012)